# Ronaldo Aparecido Rodrigues
Ronaldo Aparecido Rodrigues, meglio conosciuto come Naldo (Londrina, 10 settembre 1982), è un allenatore di calcio ed ex calciatore brasiliano, di ruolo difensore.
È il calciatore brasiliano con più presenze in Bundesliga (358).

## Caratteristiche tecniche
Era un difensore centrale, molto abile nei colpi di testa e negli inserimenti su palla inattiva, poteva giocare anche come terzino di fascia oppure mediano sulla destra. Era inoltre dotato di un tiro particolarmente potente che gli ha permesso, durante la sua carriera, di realizzare diverse reti su calci piazzati da notevole distanza.

## Carriera

### Club

#### Gli inizi
Ha giocato per 3 stagioni nel RS Futebol, senza mai esordire. Nel 2004 viene acquistato dalla Juventude, squadra militante nel campionato brasiliano riuscendo a mettere a segno ben 8 goal in 36 presenze, giocando da difensore centrale.

#### Werder Brema
Il 29 luglio 2005 viene acquistato dai tedeschi del Werder Brema per 2,4 milioni di euro. Qui colleziona in ben 7 stagioni con la maglia bianco-verde 254 presenze segnando 36 gol tra campionato, coppa nazionale e coppe europee. Nella stagione 2006-2007 di Bundesliga ha segnato una tripletta nella gara di ritorno contro l'Eintracht Francoforte. Ha anche segnato nella finale di Coppa UEFA 2008-2009, poi persa 2-1 ai supplementari contro gli ucraini dello Shakhtar Donetsk.

#### Wolfsburg
Il 19 luglio 2012 si trasferisce a titolo definitivo al Wolfsburg per una cifra vicina ai 4,8 milioni di euro, firmando un contratto quinquennale.

#### Schalke 04
In scadenza di contratto con il Wolfsburg, il 15 maggio 2016 si trasferisce allo Schalke 04, firmando un contratto biennale a partire dal 1º luglio. Coi tedeschi trova 8 reti totali, di cui 7 nel campionato 2017-2018, e 60 presenze fino al gennaio 2019.

#### Monaco
Il 3 gennaio 2019 passa al Monaco, con cui firma un contratto di un anno e mezzo.

### Nazionale
Ha esordito con la nazionale brasiliana il 1º giugno 2007 nella partita amichevole contro la nazionale inglese giocando interamente tutti i 90 minuti. Successivamente viene convocato per la Coppa America.

## Statistiche

### Presenze e reti nei club
Statistiche aggiornate al termine della carriera da calciatore.
| Stagione            | Squadra             | Campionato          | Campionato | Campionato | Coppe nazionali | Coppe nazionali | Coppe nazionali | Coppe continentali | Coppe continentali | Coppe continentali | Altre coppe | Altre coppe | Altre coppe | Totale | Totale |
| Stagione            | Squadra             | Comp                | Pres       | Reti       | Comp            | Pres            | Reti            | Comp               | Pres               | Reti               | Comp        | Pres        | Reti        | Pres   | Reti   |
| ------------------- | ------------------- | ------------------- | ---------- | ---------- | --------------- | --------------- | --------------- | ------------------ | ------------------ | ------------------ | ----------- | ----------- | ----------- | ------ | ------ |
| 2004                | Juventude           | PD/RS+A             | 10?+25     | 3?+4       | CB              | ?               | ?               | -                  | -                  | -                  | -           | -           | -           | 35?    | 7?     |
| 2005                | Juventude           | PD/RS+A             | ?+9        | ?+4        | CB              | 2               | 0               | -                  | -                  | -                  | -           | -           | -           | 11+    | 4+     |
| Totale Juventude    | Totale Juventude    | Totale Juventude    | 10++34     | 3++8       |                 | 2               | 0               |                    |                    |                    |             |             |             | 46+    | 11+    |
| 2005-2006           | Werder Brema        | BL                  | 32         | 2          | CG              | 4               | 1               | UCL                | 9                  | 0                  | -           | -           | -           | 45     | 3      |
| 2006-2007           | Werder Brema        | BL                  | 32         | 6          | CG+CdL          | 1+2             | 0+0             | UCL+CU             | 6+8                | 1+1                |             | -           | -           | 49     | 8      |
| 2007-2008           | Werder Brema        | BL                  | 32         | 3          | CG              | 3               | 0               | UCL+CU             | 8+4                | 0+1                | -           | -           | -           | 47     | 4      |
| 2008-2009           | Werder Brema        | BL                  | 28         | 3          | CG              | 5               | 0               | UCL+CU             | 5+9                | 0+2                | -           | -           | -           | 47     | 5      |
| 2009-2010           | Werder Brema        | BL                  | 31         | 5          | CG              | 6               | 3               | UEL                | 11                 | 5                  | SG          | 1           | 0           | 49     | 13     |
| 2010-2011           | Werder Brema        | BL                  | 0          | 0          | CG              | 0               | 0               | UCL+UEL            | 0+0                | 0                  | -           | -           | -           | 0      | 0      |
| 2011-2012           | Werder Brema        | BL                  | 18         | 3          | CG              | 0               | 0               | -                  | -                  | -                  | 18          | 3           |             |        |        |
| Totale Werder Brema | Totale Werder Brema | Totale Werder Brema | 173        | 22         |                 | 21              | 4               |                    | 60                 | 10                 |             | 1           | 0           | 255    | 36     |
| 2012-2013           | Wolfsburg           | BL                  | 31         | 6          | CG              | 5               | 0               | -                  | -                  | -                  | -           | -           | -           | 36     | 6      |
| 2013-2014           | Wolfsburg           | BL                  | 33         | 3          | CG              | 5               | 1               | -                  | -                  | -                  | -           | -           | -           | 38     | 4      |
| 2014-2015           | Wolfsburg           | BL                  | 32         | 7          | CG              | 6               | 0               | UEL                | 11                 | 1                  | -           | -           | -           | 49     | 8      |
| 2015-2016           | Wolfsburg           | BL                  | 29         | 0          | CG              | 2               | 0               | UCL                | 8                  | 2                  | SG          | 1           | 0           | 40     | 2      |
| Totale Wolfsburg    | Totale Wolfsburg    | Totale Wolfsburg    | 125        | 16         |                 | 18              | 1               |                    | 19                 | 3                  |             | 1           | 0           | 163    | 20     |
| 2016-2017           | Schalke 04          | BL                  | 19         | 1          | CG              | 3               | 1               | UEL                | 7                  | 0                  | -           | -           | -           | 29     | 2      |
| 2017-2018           | Schalke 04          | BL                  | 34         | 7          | CG              | 2               | 0               | -                  | -                  | -                  | -           | -           | -           | 36     | 7      |
| 2018-gen. 2019      | Schalke 04          | BL                  | 7          | 0          | CG              | 2               | 0               | UCL                | 4                  | 0                  | -           | -           | -           | 13     | 0      |
| Totale Schalke 04   | Totale Schalke 04   | Totale Schalke 04   | 60         | 8          |                 | 7               | 1               |                    | 11                 | 0                  |             | -           | -           | 78     | 9      |
| gen.-giu. 2019      | Monaco              | L1                  | 7          | 0          | CF+CdL          | 1+1             | 0               | UCL                | -                  | -                  | SF          | -           | -           | 9      | 0      |
| 2019-2020           | Monaco              | L1                  | 0          | 0          | CF+CdL          | 0+0             | 0               | -                  | -                  | -                  | -           | -           | -           | 0      | 0      |
| Totale Monaco       | Totale Monaco       | Totale Monaco       | 7          | 0          |                 | 2               | 0               |                    | 0                  | 0                  |             | 0           | 0           | 9      | 0      |
| Totale carriera     | Totale carriera     | Totale carriera     | 409        | 57         |                 | 50              | 6               |                    | 90                 | 13                 |             | 2           | 0           | 551    | 76     |

### Cronologia presenze e reti in Nazionale
| Cronologia completa delle presenze e delle reti in nazionale ― Brasile | Cronologia completa delle presenze e delle reti in nazionale ― Brasile | Cronologia completa delle presenze e delle reti in nazionale ― Brasile | Cronologia completa delle presenze e delle reti in nazionale ― Brasile | Cronologia completa delle presenze e delle reti in nazionale ― Brasile | Cronologia completa delle presenze e delle reti in nazionale ― Brasile | Cronologia completa delle presenze e delle reti in nazionale ― Brasile | Cronologia completa delle presenze e delle reti in nazionale ― Brasile |
| Data                                                                   | Città                                                                  | In casa                                                                | Risultato                                                              | Ospiti                                                                 | Competizione                                                           | Reti                                                                   | Note                                                                   |
| ---------------------------------------------------------------------- | ---------------------------------------------------------------------- | ---------------------------------------------------------------------- | ---------------------------------------------------------------------- | ---------------------------------------------------------------------- | ---------------------------------------------------------------------- | ---------------------------------------------------------------------- | ---------------------------------------------------------------------- |
| 1-6-2007                                                               | Londra                                                                 | Inghilterra                                                            | 1 – 1                                                                  | Brasile                                                                | Amichevole                                                             | -                                                                      |                                                                        |
| 5-6-2007                                                               | Dortmund                                                               | Brasile                                                                | 0 – 0                                                                  | Turchia                                                                | Amichevole                                                             | -                                                                      |                                                                        |
| 7-7-2007                                                               | Puerto La Cruz                                                         | Brasile                                                                | 6 – 1                                                                  | Cile                                                                   | Coppa America 2007 - Quarti di finale                                  | -                                                                      | 73’                                                                    |
| 22-8-2007                                                              | Montpellier                                                            | Brasile                                                                | 2 – 0                                                                  | Algeria                                                                | Amichevole                                                             | -                                                                      |                                                                        |
| Totale                                                                 |                                                                        | Presenze                                                               | 4                                                                      |                                                                        | Reti                                                                   | 0                                                                      |                                                                        |

## Palmarès

### Club

#### Competizioni nazionali
- Coppa di Lega tedesca: 1

Werder Brema: 2006
- Coppa di Germania: 2

Werder Brema: 2008-2009
Wolfsburg: 2014-2015
- Supercoppa di Germania: 1

Wolfsburg: 2015

### Nazionale
- Coppa America: 1

Venezuela 2007